# Alibi (Tananai)
Alibi è un singolo del cantautore italiano Tananai, pubblicato il 21 marzo 2025 come primo estratto dalla riedizione del terzo album in studio CalmoCobra.

## Descrizione
Il brano, scritto dallo stesso cantautore con Enrico Wolfgang Leonardo Cavion e Paolo Antonacci, è prodotto dallo stesso cantautore ed è uscito come unica traccia della riedizione digitale dell'album CalmoCobra. Il brano è stato poi inserito nella colonna sonora del film L'amore, in teoria diretto da Luca Lucini, uscito il 24 aprile 2025.

## Video musicale
Il video musicale, diretto da Luca Lucini, è stato pubblicato in concomitanza all'uscita del brano attraverso il canale YouTube del cantautore e ha visto la partecipazione degli attori italiani Martina Gatti, Nicolas Maupas, Caterina De Angelis e Francesco Colella, tutti e quattro protagonisti de L'amore, in teoria, film in cui il brano è presente nella colonna sonora.

## Tracce
Testi e musiche di Alberto Cotta Ramusino, Enrico Wolfgang Leonardo Cavion e Paolo Antonacci.
1. Alibi – 3:10

## Classifiche
| Classifica (2025) | Posizione massima |
| ----------------- | ----------------- |
| Italia            | 39                |